# Гражданска война в Камбоджа
Гражданската война в Камбоджа е въоръжен конфликт в Камбоджа между 1967 – 1975 г. В ранния етап е между комунистическите партизани (с активното съдействие на Северен Виетнам) и държавния глава Нородом Сианук. След преврата на Лон Нол и създаването на про-американски републикански режим през 1970 г. се развива между правителството на страната, подкрепяно от САЩ и Южен Виетнам и Северен Виетнам и подпомагания от тях Национален единен фронт на Кампучия, в който значителна роля имат въоръжени групи от местните комунисти. Резултатът от войната е падането на централното правителство и идването на власт на Червените кхмери, провъзгласена е политиката на радикална трансформация на камбоджанското общество, основавайки се на концепцията за маоизъм. Гражданската война в Камбоджа, заедно с боевете в Лаос и Южен Виетнам, се считат за част от Втората Индокитайска война.

## Начало
През 1953 г. Камбоджа придобива независимост от Франция. Според споразуменията от 1954 г. в Женева, френската колониална война в Индокитай приключва, а Камбоджа е обявена за независима страна. Владетел на монархията е Нородом Сианук, който тогава се радва на голяма популярност сред населението. Сианук се позиционира като ляв политик. Той е убеден, че Китай ще бъде доминиращата сила в Югоизточна Азия в бъдеще. През 1965 г. след серия от гранични инциденти, свързани с американските войници в Южен Виетнам, Камбоджа прекъсва дипломатическите си отношения със Съединените щати.
В последвалата в Южен Виетнам гражданска война, в която в бъдеще активно се намесва и САЩ, територията на Камбоджа е използвана активно от партизаните и Северновиетнамски части. Президентът на САЩ Линдън Джонсън забранява на американски наземни части да действат на територията на Камбоджа, тъй като това би нарушило нейния официален неутралитет. Силите на Северен Виетнам, не са обвързани с такива ограничения, като установяват в източните части на страната мрежа от базови лагери и складове. През 1966 г. принц Сианук подписва договор с Китай, който подкрепя Северен Виетнам по време на войната, за допускане на Северновиетнамски войници в Камбоджа и използването на морското пристанище на Сиануквил, за военни доставки, което е нарушение на принципа на неутралност на страната.
През 1967 г. в провинция Батамбанг, избухва селско въстание. Въстанието е използвано от камбоджанската комунистическа партия, известна като Червени кхмери за начало на въоръжената борба срещу Сианук. През януари 1968 г., комунистите извършват първите си военни действия, като по това време те имат само 10 пушки. До края на 1968 г. обаче гражданската война вече е в разгара си в Камбоджа.
На ранен етап от войната боевете са с ниска интензивност и продължават без намесата на Съединените щати или Северен Виетнам. Принц Сианук, докато се бори срещу комунистическите бунтовници, започва да променя външната си политика. През 1969 г. Камбоджа възстановява дипломатическите си отношения със САЩ. През март същата година, Военновъздушните сили на САЩ провеждат тайно бомбардировки в области на Народен фронт за освобождение на Южен Виетнам и виетнамската армия в източната част на Камбоджа. Това е направено с тайното или изрично съгласие на Сианук. Бомбардирането обаче засяга само онези съоръжения, използвани от комунистическите сили, опериращи в Южен Виетнам. В гражданската война в страната Съединените щати все още не се намесват.

## Ескалация
През март 1970 г., в Камбоджа се осъществява безкръвен преврат, при който е свален принц Нородом Сианук, и на власт идва премиерът Лон Нол, който е с про-американски възгледи. След това Сианук посещава Москва и Пекин, откъдето открито призовава своите бивши опоненти да свалят незаконното правителство. В същото време, Лон Нол взема властта в свои ръце, веднага нарежда затварянето на пристанището в Сиануквил, което доставя военни доставки за комунистите, и настоява, че войските на Северен Виетнам имат 72 часа да напуснат страната.
От този момент нататък войната в Камбоджа престава да бъде вътрешна работа на страната, както и загубата на камбоджански бази сериозно рефлектира върху виетнамските комунистическите сили да провеждат операции в Южен Виетнам. Северновиетнамската армия не се съобразява с ултиматума, а вместо това започва мащабна офанзива срещу камбоджанските войски. Много скоро заплахата достига до Пном Пен, столицата на страната. Сега американските военни и политически интереси в региона са подложени на атака. Военната победа на Северновиетнамските войници в Камбоджа ще има много положителен ефект върху продължаващата война във Виетнам, превръщайки цялата страна в тил на Народния фронт и Северен Виетнам. В края на месец април 1970 г., президентът на САЩ Ричард Никсън след множество консултации със съветниците си, решава да проведе наземни операции в Камбоджа, чиято цел е да се намали натиска на врага над камбоджанските правителствените сили, както и унищожаването на базовите лагери на изток.
На 30 април и 1 май 1970 г. въоръжените сили на Съединените щати и на Южен Виетнам започват да се намесват в Камбоджа. Движейки се навътре в страната, те не срещат значителна съпротива, тъй като главните сили на северновиетнамската армия по онова време се бият на западния фронт. Открити са няколко големи лагера. Въпреки това, инвазията предизвиква силно активизиране на дейността в антивоенното движение в САЩ, което принуждава Никсън да изтегли войските си от Камбоджа до 30 юни. Това е направено. Южновиетнамските войски продължават операциите няколко месеца, с пряка подкрепа на правителствената армия на бойното поле.

## Падане на Пном Пен
На 1 януари 1975 г. Червените кхмери започват последната си офанзива, насочена към завземането на Пном Пен. Те постепенно стесняват пръстена около града, лишавайки го от захранващи линии. Градът е наводнен от бежанци и продължава да преживява поради хранителни доставки от речни конвои и авиокомпании на американските ВВС. На 1 април Лон Нол подава оставка. На 12 април от Пном Пен е евакуиран персонала на посолството на САЩ. На сутринта на 17 април 1975 г. столицата на Камбоджа Пном Пен, попада под контрола на въоръжените сили на Червените кхмери. Гражданската война приключва, а страната е на прага на най-трагичните събития от неотдавнашната си история.

## Последици
Американските бомбардировки причиняват тежки щети на природата на Камбоджа. Боевете превръщат повече от 2 милиона души в бежанци и причиняват огромни щети на икономиката: 80% от промишлените предприятия са унищожени, 40% от пътищата и 30% от мостовете са разрушени. Въпреки това, най-страшният резултат от войната в Камбоджа е идването на власт на Червените кхмери под ръководството на Пол Пот, искащи да изградят комунизма според ученията на Маркс, Ленин и Мао Цзедун. Последвалия геноцид, според различни оценки, води до смъртта на 500 000 до 3 500 000 души.